# Autodrome de Linas-Montlhéry
Autodrome de Linas-Montlhéry är en racerbana i departementet Essonne söder om Paris i Frankrike. Banan, som byggdes 1924, ligger i gränsområdet mellan städerna Linas, Bruyères-le-Châtel och Ollainville.

## Historik
Det första loppet var Frankrikes Grand Prix som kördes här 26 juli 1925.